# باسيليو غارسيا
باسيليو غارسيا (بالإسبانية: Basilio García)‏ هو عسكري إسباني، ولد في 1791 في لوغرونيو في إسبانيا، وتوفي في 26 مايو 1844.